# Comisionado de Impuestos Internos de los Estados Unidos
El Comisionado de Impuestos Internos (en inglés: Commissioner of Internal Revenue) es la jefatura del Servicio de Impuestos Internos de Estados Unidos (en inglés: Internal Revenue Service, sigla IRS), una agencia perteneciente al Departamento del Tesoro de los Estados Unidos.

## Historia
La oficina del Comisionado fue creada por el Congreso de los Estados Unidos a través de una ley de 1862. Según la sección 7803 del Código de rentas Internas se dispone el nombramiento de un Comisionado de rentas Internas para administrar y supervisar la ejecución y aplicación de las leyes impositivas. El Comisionado es nombrado por el presidente de los Estados Unidos, con la supervisión del Senado estadounidense, por un período de cinco años. El actual comisionado es Charles Rettig.

## Funciones
Entre las funciones del Comisionado se incluyen las de dirigir, administrar y supervisar "la ejecución y aplicación de las leyes de impuestos internos, estatutos o convenios de rentas y/o fiscales de los que Estados Unidos sea parte". También es responsable de asesorar al Presidente de los Estados Unidos sobre el nombramiento y destitución del diputado secretario del IRS. El Comisionado informará al Secretario del Tesoro a través del Subsecretario de Hacienda. Según el artículo 150-10 del reglamento del Tesoro (Treasury Order) de los Estados Unidos: "El Comisionado de impuestos Internos deberá ser responsable de la administración y la observancia de las leyes de impuestos internos." Una de las responsabilidades más importantes del Comisionado con respecto a las leyes de rentas internas consiste en la obligación de prescribir los cambios en la regulación de normas, convenios o leyes respectivas. En efecto, las regulaciones del Tesoro de los Estados Unidos disponen de normas y reglamentos que son necesarios informar en razón de cualquier alteración de la ley en relación con las rentas o impuestos internos. El Comisionado, con la aprobación del Secretario del Tesoro de los Estados Unidos, deberá informar de manera no vinculante ante cualquier cambio en leyes, estatutos, convenios o reglamentos de rentas y/o impuestos internos por razón de alteración alguna en los mismos.

## Historia
El primer Comisionado, George S. Boutwell, fue nombrado el 17 de julio de 1862. Los siguientes comisionados de Impuestos Internos, por orden cronológico han sido:
| Nombre                     | Periodo   |
| -------------------------- | --------- |
| George S. Boutwell         | 1862-1863 |
| Joseph J. Lewis            | 1863      |
| Joseph J. Lewis            | 1863-1865 |
| William Orton              | 1865      |
| Edward A. Rollins          | 1865-1869 |
| Columbus Delano            | 1869-1870 |
| John W. Douglass           | 1870-1871 |
| Alfred Pleasonton          | 1871      |
| John W. Douglass           | 1871-1875 |
| Daniel D. Pratt            | 1875-1876 |
| Green B. Raum              | 1876-1883 |
| Henry C. Rogers            | 1883      |
| John Jay Knox              | 1883      |
| Walter Evans               | 1883-1885 |
| Joseph S. Miller           | 1885-1889 |
| John W. Mason              | 1889-1893 |
| Joseph S. Miller           | 1893-1896 |
| William St. John Forman    | 1896-1897 |
| Nathan B. Scott            | 1898-1899 |
| George W. Wilson           | 1899-1900 |
| Robert Williams Jr.        | 1900      |
| John W. Yerkes             | 1900-1907 |
| Henry C. Rogers            | 1907      |
| John G. Capers             | 1907-1909 |
| Royal E. Cabell            | 1909-1913 |
| William H. Osborn          | 1913-1917 |
| Daniel Calhoun Roper       | 1917-1920 |
| William Williams           | 1920-1921 |
| Millard F. West            | 1921      |
| David H. Blair             | 1921-1929 |
| Robert H. Lucas            | 1929-1930 |
| H. F. Mires                | 1930      |
| David Burnet               | 1930-1933 |
| Pressly R. Baldridge       | 1933      |
| Guy T. Helvering           | 1933-1943 |
| Robert E. Hannegan         | 1943-1944 |
| Harold N. Graves           | 1944      |
| Joseph D. Nunan Jr.        | 1944-1947 |
| George J. Schoeneman       | 1947-1951 |
| John B. Dunlap             | 1951-1952 |
| John Stephens Graham       | 1952-1953 |
| Justin F. Winkle           | 1953      |
| T. Coleman Andrews         | 1953-1955 |
| O. Gordon Delk             | 1955      |
| Russell C. Harrington      | 1955-1958 |
| O. Gordon Delk             | 1958      |
| Dana Latham                | 1958-1961 |
| Charles I. Fox             | 1961      |
| Mortimer Caplin            | 1961-1964 |
| Bernard M. Harding         | 1964-1965 |
| Sheldon S. Cohen           | 1965-1969 |
| William H. Smith           | 1969      |
| Randolph W. Thrower        | 1969-1971 |
| Harold T. Swartz           | 1971      |
| Johnnie Mac Walters        | 1971-1973 |
| Raymond F. Harless         | 1973      |
| Donald Alexander           | 1973-1977 |
| William E. Williams        | 1977      |
| Jerome Kurtz               | 1977-1980 |
| William E. Williams        | 1980-1981 |
| Roscoe L. Egger Jr.        | 1981-1986 |
| James I. Owens             | 1986      |
| Lawrence B. Gibbs          | 1986-1989 |
| Michael J. Murphy          | 1989      |
| Fred T. Goldberg, Jr.      | 1989-1992 |
| Shirley D. Peterson        | 1992-1993 |
| Michael P. Dolan           | 1993      |
| Margaret Milner Richardson | 1993-1997 |
| Michael P. Dolan           | 1997      |
| Charles O. Rossotti        | 1997-2002 |
| Bob Wenzel                 | 2002-2003 |
| Mark W. Everson            | 2003-2007 |
| Kevin M. Brown             | 2007      |
| Linda E. Stiff             | 2007-2008 |
| Douglas H. Shulman         | 2008-2012 |
| Steven T. Miller           | 2012-2013 |
| Daniel Werfel              | 2013      |
| John Koskinen              | 2013-2017 |
| David Kautter              | 2017-2018 |
| Charles Rettig             | 2018-2021 |